# Andes signatus
Andes signatus är en insektsart som beskrevs av Van Stalle 1983. Andes signatus ingår i släktet Andes och familjen kilstritar. Inga underarter finns listade i Catalogue of Life.